# Samuel Ruiz García
Samuel Ruiz García (Irapuato, 3 novembre 1924 – Città del Messico, 24 gennaio 2011) è stato un vescovo cattolico messicano.

## Biografia
Visse la sua infanzia ad Irapuato e a 13 anni entrò nel seminario diocesano di León. Nel 1947 venne inviato all'Università Gregoriana di Roma a completare gli studi teologici. Qui venne ordinato sacerdote. Nel 1954 ritornò a León e venne designato rettore del seminario diocesano.
Il 14 novembre 1959 venne nominato vescovo di San Cristóbal de las Casas, nello stato del Chiapas, e ordinato il 25 gennaio 1960. Questa diocesi si caratterizza per la sua estrema povertà e per la maggioranza indigena della popolazione. Durante gli anni, Ruiz instaurò un sistema di aiuti della diocesi nei confronti della popolazione indigena.
Samuel Ruiz García offrì la sua collaborazione come mediatore in vari conflitti latinoamericani. In modo particolare durante il conflitto in Chiapas tra l'indigenista Ejército Zapatista de Liberación Nacional e il governo federale messicano.
Esercitò il ministero episcopale fino a quando si ritirò il 13 marzo 2000.
Nel 1996 ricevette il Premio Pacem in terris e nel 2000 venne insignito dal Premio Simón Bolívar dell'UNESCO per il suo speciale impegno personale e per la sua attività di mediatore, contribuendo così alla pace al rispetto della dignità delle minoranze. Ricevette anche il dottorato honoris causa dall'Università Iberoamericana di Città del Messico.
Nell'aprile del 2008 fu nominato mediatore insieme ad altri intellettuali messicani dal governo federale del presidente Felipe Calderón.
Morì il 24 gennaio 2011 alle 10:00 presso l'ospedale dei Angeli di Pedregal.

## Genealogia episcopale
La genealogia episcopale è:
- Cardinale Scipione Rebiba
- Cardinale Giulio Antonio Santori
- Cardinale Girolamo Bernerio, O.P.
- Arcivescovo Galeazzo Sanvitale
- Cardinale Ludovico Ludovisi
- Cardinale Luigi Caetani
- Cardinale Ulderico Carpegna
- Cardinale Paluzzo Paluzzi Altieri degli Albertoni
- Papa Benedetto XIII
- Papa Benedetto XIV
- Cardinale Enrico Enriquez
- Arcivescovo Manuel Quintano Bonifaz
- Cardinale Buenaventura Córdoba Espinosa de la Cerda
- Cardinale Giuseppe Maria Doria Pamphilj
- Papa Pio VIII
- Papa Pio IX
- Arcivescovo José María Ignacio Montes de Oca y Obregón
- Arcivescovo Próspero María Alarcón y Sánchez de la Barquera
- Arcivescovo Leopoldo Ruiz y Flóres
- Arcivescovo Luis María Altamirano y Bulnes
- Arcivescovo Manuel Martín del Campo Padilla
- Vescovo Samuel Ruiz García